# 2002年カナダグランプリ
2002年カナダグランプリ (XL Grand Prix Air Canada) は、2002年F1世界選手権の第8戦として、2002年6月9日にジル・ヴィルヌーヴ・サーキットで開催された。
ミハエル・シューマッハはシーズンを十分にリードしていたものの、このレースの予選ではファン・パブロ・モントーヤがポールポジションを獲得し、戦闘力が向上してきたウィリアムズ勢に脅かされつつあった。決勝ではモントーヤがエンジントラブルのためリタイアし、ウィリアムズにとってはマシンの信頼性確保が課題となった。
ルーベンス・バリチェロには十分な優勝の可能性があったものの、ジャック・ヴィルヌーヴがエンジントラブルのため危険な場所に停止したために、セーフティーカーが導入されたことで勝利をあきらめざるを得なかった。
デビッド・クルサードはレース終盤、バリチェロの猛追を受けながら2位を死守した。

## 決勝
| 順位     | No | ドライバー                       | チーム                  | 周回 | タイム         | グリッド | ポイント |
| -------- | -- | -------------------------------- | ----------------------- | ---- | -------------- | -------- | -------- |
| 1        | 1  | ミハエル・シューマッハ           | フェラーリ              | 70   | 1:33:36.111    | 2        | 10       |
| 2        | 3  | デビッド・クルサード             | マクラーレン-メルセデス | 70   | +1.132         | 8        | 6        |
| 3        | 2  | ルーベンス・バリチェロ           | フェラーリ              | 70   | +7.082         | 3        | 4        |
| 4        | 4  | キミ・ライコネン                 | マクラーレン-メルセデス | 70   | +37.563        | 5        | 3        |
| 5        | 9  | ジャンカルロ・フィジケラ         | ジョーダン-ホンダ       | 70   | +42.812        | 6        | 2        |
| 6        | 14 | ヤルノ・トゥルーリ               | ルノー                  | 70   | +48.947        | 10       | 1        |
| 7        | 5  | ラルフ・シューマッハ             | ウィリアムズ-BMW        | 70   | +51.518        | 4        |          |
| 8        | 12 | オリビエ・パニス                 | BAR-ホンダ              | 69   | +1 Lap         | 11       |          |
| 9        | 8  | フェリペ・マッサ                 | ザウバー-ペトロナス     | 69   | +1 Lap         | 12       |          |
| 10       | 10 | 佐藤琢磨                         | ジョーダン-ホンダ       | 69   | +1 Lap         | 15       |          |
| 11       | 23 | マーク・ウェバー                 | ミナルディ-アジアテック | 69   | +1 Lap         | 21       |          |
| 12       | 7  | ニック・ハイドフェルド           | ザウバー-ペトロナス     | 69   | +1 Lap         | 7        |          |
| 13       | 20 | ハインツ＝ハラルド・フレンツェン | アロウズ-コスワース     | 69   | +1 Lap         | 19       |          |
| 14       | 22 | アレックス・ユーン               | ミナルディ-アジアテック | 68   | +2 Laps        | 22       |          |
| 15       | 15 | ジェンソン・バトン               | ルノー                  | 65   | ギアボックス   | 13       |          |
| リタイア | 6  | ファン・パブロ・モントーヤ       | ウィリアムズ-BMW        | 56   | エンジン       | 1        |          |
| リタイア | 25 | アラン・マクニッシュ             | トヨタ                  | 45   | スピン         | 20       |          |
| リタイア | 16 | エディ・アーバイン               | ジャガー-コスワース     | 41   | オーバーヒート | 14       |          |
| リタイア | 24 | ミカ・サロ                       | トヨタ                  | 41   | ブレーキ       | 18       |          |
| リタイア | 17 | ペドロ・デ・ラ・ロサ             | ジャガー-コスワース     | 29   | ギアボックス   | 16       |          |
| リタイア | 21 | エンリケ・ベルノルディ           | アロウズ-コスワース     | 16   | サスペンション | 17       |          |
| リタイア | 11 | ジャック・ヴィルヌーヴ           | BAR-ホンダ              | 8    | エンジン       | 9        |          |

## 注
- このレースはフェラーリのF1における150勝目となった。
- このレースはアメリカ合衆国においてABCスポーツが中継した4戦の内の2番目のレースであった。他の3戦はモナコ、イタリア、アメリカグランプリであった。

## 第8戦終了時点でのランキング
| 順位 | ドライバー                 | ポイント |
| ---- | -------------------------- | -------- |
| 1    | ミハエル・シューマッハ     | 70       |
| 2    | ラルフ・シューマッハ       | 27       |
| 3    | ファン・パブロ・モントーヤ | 27       |
| 4    | デビッド・クルサード       | 26       |
| 5    | ルーベンス・バリチェロ     | 16       |

| 順位 | コンストラクター        | ポイント |
| ---- | ----------------------- | -------- |
| 1    | フェラーリ              | 86       |
| 2    | ウィリアムズ-BMW        | 54       |
| 3    | マクラーレン-メルセデス | 33       |
| 4    | ルノー                  | 12       |
| 5    | ザウバー-ペトロナス     | 8        |

- 注：ドライバー、コンストラクター共にトップ5のみ表示。